# Anjad
Anjad (en bengalí: বাংলা) es una localidad de la India, en el distrito de Barwani, estado de Madhya Pradesh.

## Geografía
Se encuentra a una altitud de 164 m s. n. m. a 333 km de la capital estatal, Bhopal, en la zona horaria UTC +5:30.

## Demografía
Según estimación 2010 contaba con una población de 25 875 habitantes.